# Ulricehamns Tidning
Ulricehamns Tidning, UT, svensk tre-dagarstidning, Ulricehamn. Ulricehamns Tidning kommer ut tisdag, torsdag och lördag varje vecka. Redaktionen finns i centrala Ulricehamn. Tidningen handlar framförallt om Ulricehamn med omnejd med en tydlig lokal prägel. Ulricehamns Tidning ägs av Borås Tidning. 
Tidningens politiska inriktning är borgerlig/konservativ.